# Flughafen Surgut

i7
i11
i13
Der Flughafen Surgut (russisch Международный аэропорт Сургут, IATA-Code: SGC, ICAO-Code: USRR) ist ein internationaler Flughafen 6 km nördlich der Stadt Surgut in der Oblast Tjumen. Er ist der größte Flughafen im Autonomen Kreis der Chanten und Mansen. Es werden vor allem nationale Ziele – allen voran Moskau – angeflogen. Es gibt aber auch Flüge nach Baku und Scharm El-Scheich.

## Geschichte
Die Geschichte des Flughafens beginnt bereits Mitte der 1930er Jahre. In 1938 entstand ein Flugfeld mit Holzgebäuden, was aber vorwiegend militärisch genutzt wurde. Die wachsende Anzahl von Passagieren (Ende der 1960er Jahre flogen rund 50.000 Passagiere von Surgut) machte einen größeren und leistungsfähigeren Flughafen nötig. Der Umbau zu einem Flughafen wie er heute besteht, wurde 1968 begonnen. Fünf Jahre später, am 12. Juni 1975, wurde das neue Flughafenterminal offiziell eröffnet. Der Flughafen nahm seine Arbeit aber bereits 1971 auf. Schon im ersten Jahr wurden 447.000 Passagiere abgefertigt. Damit wuchs auch die Anzahl der Beschäftigten am Flughafen. Arbeiteten vor dem Umbau gerade einmal 225 Leute dort, hielten nach dem Umbau rund tausend Mitarbeiter den Flughafen am Laufen. In elf Jahren konnte das Passagieraufkommen auf 824.000 Passagiere fast verdoppelt werden. Nach dem Zerfall der Sowjetunion wurde der Flughafen privatisiert. Seit dem 7. Februar 1994 wird der Flughafen durch das private Unternehmen Flughafen Surgut (russisch ОАО Аэропорт Сургут) betrieben. Der erste Schritt zur Erweiterung des Flughafens nach der Krise in den 1990er Jahren war der Bau von 6 neuen Flugzeugparkplätzen auf dem Vorfeld. Im Jahre 2003 wurde die Start- und Landebahn komplett erneuert und dazu eine Befeuerung der Bahn installiert. Ein Jahr später wurden die Treibstofflager saniert. Die Terminals wurden in zwei Etappen 2004 und 2006 renoviert.

## Zwischenfälle
- Am 22. Januar 1971 verunglückte ein Frachtflugzeug vom Typ Antonow An-12B aus Syktywkar beim Anflug auf Surgut 15 Kilometer hinter der Landebahn. Das Flugzeug wurde zerstört und alle 13 Insassen kamen bei dem Unglück ums Leben. Die Maschine wurde auf Grund von Vereisung unkontrollierbar.
- Am 31. Januar 1971 verunglückte ebenfalls eine An-12B im Anflug auf Surgut. Das Unglück kann zum einen auf das kalte Wetter und zum anderen auf menschliches Versagen zurückgeführt werden. Die Piloten interpretierten die Instrumente falsch und setzten falsch auf, danach verloren sie die Kontrolle wegen der vereisten Landebahn.
- Nahe Surgut kollidierten am 1. November 1974 bei schlechtem Wetter ein Hubschrauber vom Typ Mil Mi-8 mit einer An-2 aus Chanty-Mansijsk nach Surgut. Bei der Kollision kamen die 24 Passagiere und zwei Crewmitglieder des Hubschraubers und 6 Menschen an Bord der Antonow ums Leben.
- Beim Landeanflug auf Surgut gab es am Morgen des 27. Februar 1988 Probleme mit der Sicht und die Maschine vom Typ Tupolew 134 setzte neben der Landebahn auf, zerbrach und fing Feuer. Auf dem Flug aus Tjumen kamen 20 der 51 Insassen ums Leben.
- Am 1. Januar 2011 explodierte ein Triebwerk einer startbereiten Tupolew 154 der Fluggesellschaft Kogalymavia Airline.[3] Es gab 3 Tote und 43 Verletzte.

## Galerie

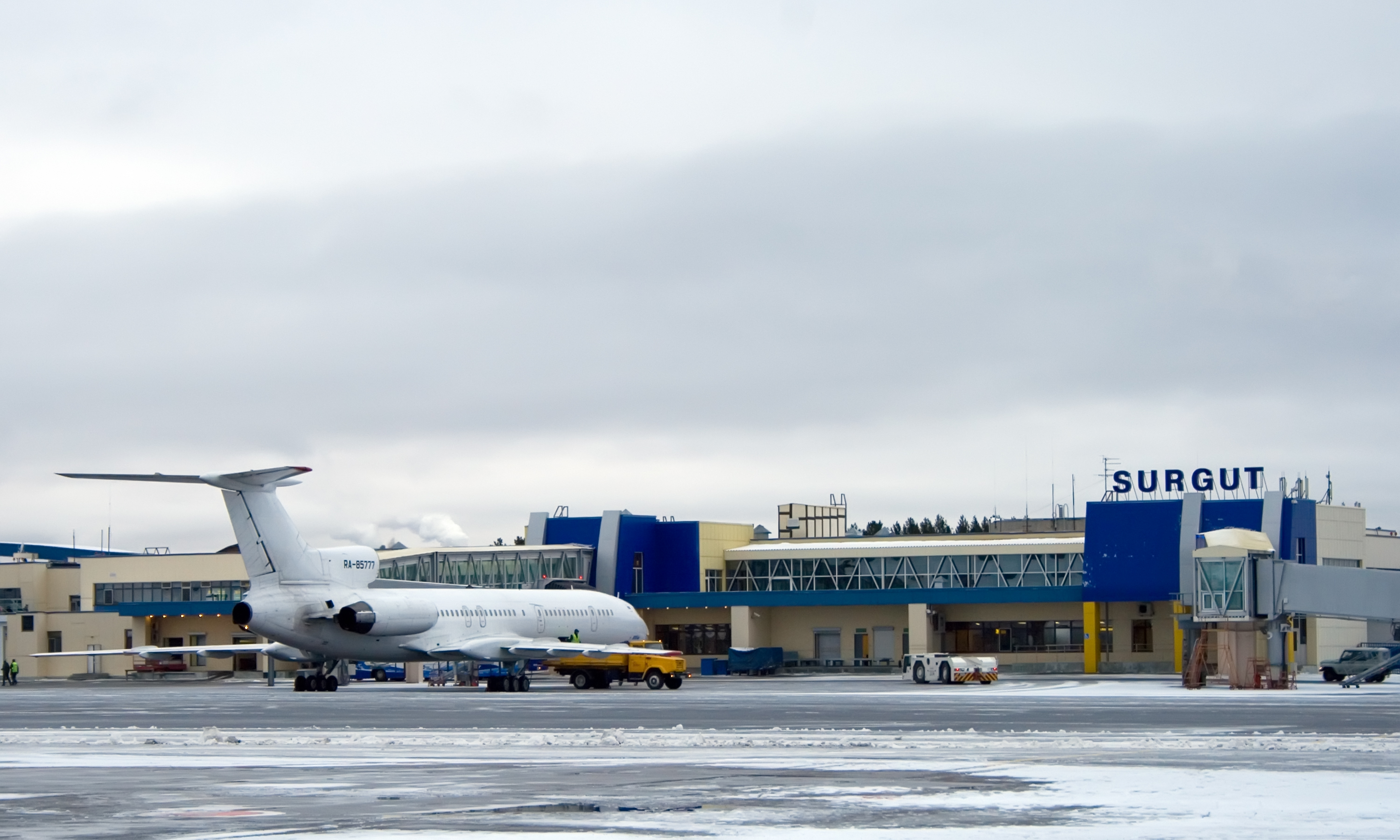
Flugfeld und Terminalrückseite
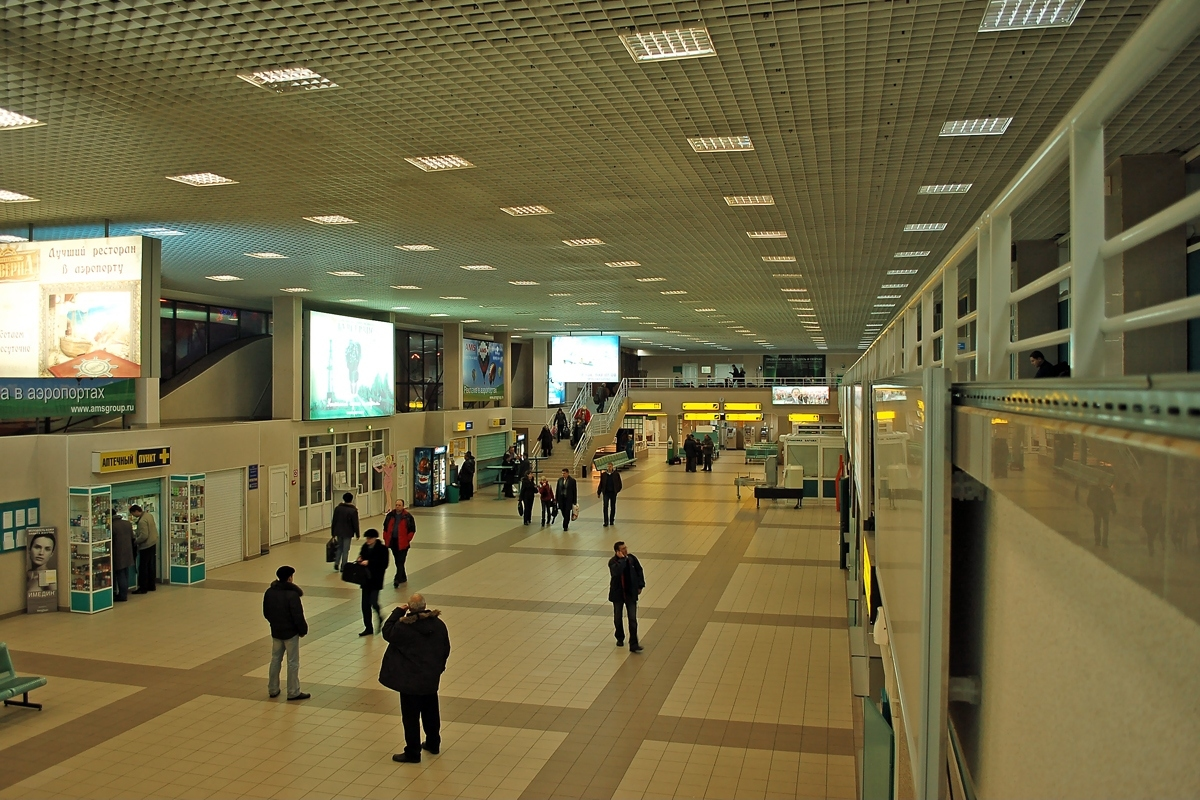
Innenraum des Terminals